# Forstberg von Ueberau
Der Forstberg von Ueberau ist ein Naturschutzgebiet in den Gemarkungen Ueberau (Stadt Reinheim) und Groß-Bieberau im Landkreis Darmstadt-Dieburg, Süd-Hessen. Es befindet sich auf dem gleichnamigen Forstberg, einem erloschenen Vulkan. Das Schutzgebiet wurde mit Verordnung vom 17. Oktober 1990 ausgewiesen.

## Lage
Der Forstberg von Ueberau liegt im Naturraum Reinheimer Hügelland in der unbewaldeten Agrarlandschaft. Er befindet sich etwa 1,2 Kilometer nordöstlich von Groß-Bieberau und 1,7 Kilometer südwestlich von Reinheim-Ueberau. Das Schutzgebiet hat eine Größe von 30,47 Hektar.

## Schutzzweck
Mit der Unterschutzstellung von Kuppe und Hangbereichen soll die reich strukturierte Landschaft mit Hecken, Rainen, Terrassen und Grünlandgesellschaften gesichert werden. Besonders gilt der Schutz den artenreichen Magerwiesen und Streuobstbeständen, die Lebensräume für seltene Tier- und Pflanzenarten darstellen. Durch Pflegemaßnahmen sollen die Magerwiesen ausgeweitet werden sowie die artenreichen Hecken und Saumbiotope erhalten werden.

## Flora und Fauna
Im Naturschutzgebiet brüten 33 Vogelarten, unter anderem Rebhuhn, Nachtigall, Neuntöter, vier Grasmückenarten und Turteltaube. Zahlreiche Insektenarten wie Käfer, Heuschrecken und Hautflügler besiedeln die strukturreichen Biotope. Mit über 250 Arten sind die Schmetterlinge besonders artenreich vertreten, darunter Schwalbenschwanz, Mauerfuchs, Schachbrettfalter, Magerrasen-Perlmuttfalter und C-Falter. Auch wurden 22 Nachtfalter der Roten Liste nachgewiesen.
As bemerkenswerte Pflanzenarten werden Essig-Rose, Rapunzel-Glockenblume, Tausendgüldenkraut, Gewöhnlicher Fransenenzian (verschollen), Raues Veilchen, Raue Nelke, Knäuel-Glockenblume, Wiesen-Glockenblume, Knöllchen-Steinbrech, Acker-Gelbstern und Wiesensalbei genannt.
- Siehe auch: Liste der Naturschutzgebiete im Landkreis Darmstadt-Dieburg

## Geologie

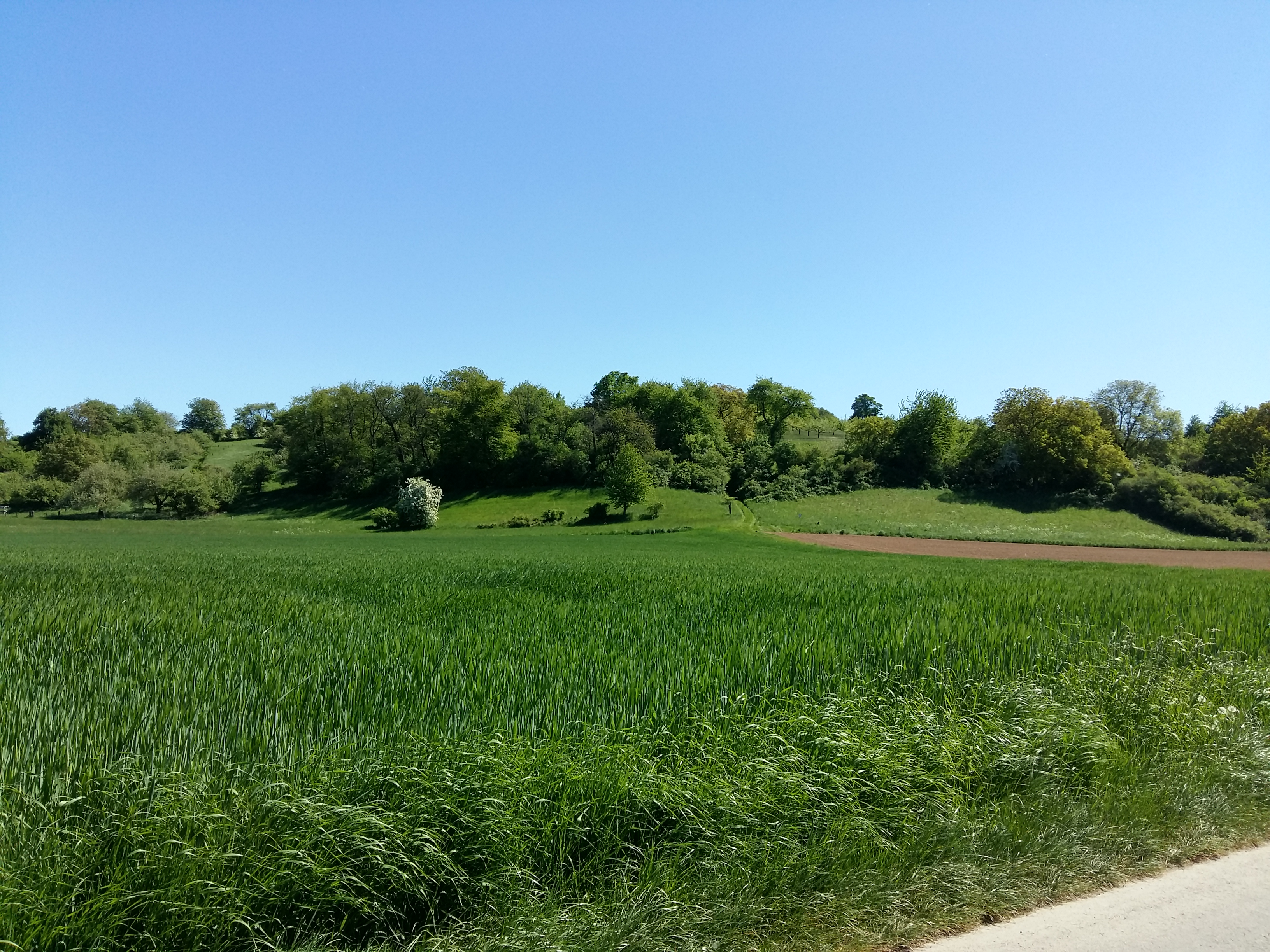
Forstberg von Nordwesten (Mai 2018)

Der Forstberg ist ein 235,4 m hoher erloschener Vulkan, der vor ca. 45 Millionen Jahren in Zusammenhang mit der Einsenkung des Oberrheingrabens entstand, als Magma an Spalten und Klüften aus dem Erdinneren aufstieg. Der aus Basalt bzw. Olivin-Nephelinit bestehende Berg entstand u. a. zusammen mit den nahe gelegenen vulkanischen Bergen Otzberg und Roßberg (Roßdorf). Auf der Kuppe des Forstbergs befindet sich ein Krater, der durch den Basalt-Abbau eines ehemaligen Steinbruchs entstand. Dieser ist ein wesentlicher Bestandteil des heutigen Naturschutzgebietes.

## Geschichte
In einer Publikation aus dem Jahr 1869 wird eine alte Überlieferung erwähnt, am Forstberg hätte einst ein Ringwall existiert.